# Gmina Ochotnica Dolna
Die Gmina Ochotnica Dolna ist eine Landgemeinde im Powiat Nowotarski der Woiwodschaft Kleinpolen in Polen. Ihr Sitz ist das gleichnamige Dorf mit etwa 2100 Einwohnern.

## Geographie
Die Gemeinde liegt in den Gorcen und erstreckt er sich über eine Länge von 38 km entlang des Bachs Ochotnica.

## Geschichte
Von 1975 bis 1998 gehörte die Gemeinde zur Woiwodschaft Nowy Sącz.

## Gliederung
Zur Landgemeinde (gmina wiejska) Ochotnica Dolna gehören drei Dörfer mit vier Schulzenämtern:
Ochotnica Dolna und Ochotnica Dolna–Młynne, Ochotnica Górna und Tylmanowa.